# Zheng Bao Yu
Zheng Bao Yu (chinês: 郑宝玉) (anteriormente Fah Lo Suee e também Lótus Amaldiçoada) é uma personagem das histórias em quadrinhos americanas da Marvel Comics. Zheng Bao Yu é uma supervilã, filha de Zheng Zu e meia-irmã mais velha de Shang-Chi. Aparecendo pela primeira vez em Master of Kung Fu #26, ela é baseada na personagem Fah Lo Suee, criada pelo romancista britânico Sax Rohmer (junto com seu pai, o personagem Fu Manchu) e adaptado para a Marvel Comics por Doug Moench e Keith Pollard. Devido à Marvel perder os direitos do personagem Fu Manchu, seu nome Fah Lo Suee foi alterado para Zheng Bao Yu.
Meng'er Zhang interpreta a irmã de Shang-Chi, renomeada como Xialing, no filme de super-heróis da Marvel Studios Shang-Chi e a Lenda dos Dez Anéis (2021), ambientado no Universo Cinematográfico da Marvel.

## Histórico de publicação

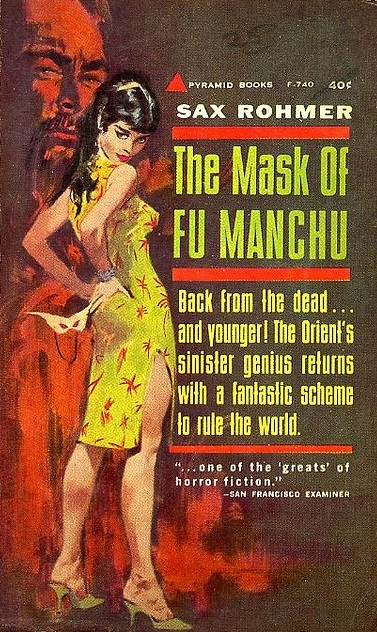
Fah Lo Suee, filha de Fu Manchu, criada por Sax Rohmer, inspirou a criação de Zheng Bao Yu, criada por Doug Moench e Keith Pollard.

A personagem Fah Lo Suee foi criada em 1917 por Sax Rohmer. No início da década de 1970, o roteirista Steve Englehart e o desenhista Jim Starlin tentaram convencer a Marvel Comics a adaptar a série de televisão Kung Fu em uma história em quadrinhos, foram impedidos, já que Warner Communications, dona de sua rival, a DC Comics, detinha os direitos da série.  A dupla então abordou a Marvel Comics com a ideia de criar um quadrinho original focado no kung fu. O editor-chefe Roy Thomas concordou, mas apenas se eles incluíssem o vilão do Sax Rohmer, Dr. Fu Manchu, que teve os direitos adquiridos pela editora. Englehart e Starlin desenvolveram Shang-Chi, um mestre de kung fu e um filho até então desconhecido do Dr. Fu Manchu. No início, apenas alguns personagens foram adaptados da série Fu Manchu, como Dr. Petrie, Denis Nayland Smith e Fah Lo Suee. Após perder a licença de Sax Rhomer, em algumas de suas aparições modernas, seu nome deixou de ser mencionado como um vilão em termos enigmáticos ou usando uma variedade de novos nomes, porque a Marvel não tem mais os direitos de Fu Manchu.
Fah Lo Suee tornou-se diretora do MI-6. Fah lo Suee reapareceu em Journey into Mystery #514–516, (1997-1998) liderando um cartel de drogas em Hong Kong sob o nome Cursed Lotus.  Em Secret Avengers # 6-10 de 2010, o escritor Ed Brubaker evitou oficialmente toda a questão por meio de um enredo em que o Shadow Council ressuscita uma versão zumbificada do Dr. Fu Manchu, apenas para descobrir que "Dr. Fu Manchu" era apenas um pseudônimo e que o nome verdadeiro do pai de Shang-Chi era Zheng Zu, um antigo feiticeiro chinês que descobriu o segredo da imortalidade. e enquanto o Si-Fan é referido como o Hai-Dai. Da mesma forma, a meia-irmã de Shang-Chi, Fah Lo Suee, foi posteriormente renomeada como Zheng Bao Yu em The Fearless Defenders #8 de 2013, escrito por Cullen Bunn, onde ele aparece liderando o Ha-Dai.
Nas histórias mais recentes, escritas por Gene Luen Yang, não há menção a Zheng Bao Yu, ela possivelmente não existe mais na continuidade da Marvel, o roteirista criou outras irmãs para Shang-Chi, na minissérie Shang-Chi (2020) é revelada que Hai-Dai é um dos nomes da Sociedade das Cinco Armas, é dito que cinco filhos de Zheng Zu comandam cada um uma casa e dentre eles, é eleito o líder supremo, Shang-Chi, campeão da Casa da Mão Mortal, é escolhido pelo pai, mas sua irmã Zheng Shi-Hua, a Irmã Martelo assume a liderança após a morte do pai, Shi-Hua pode ser vista como substituta de Bao Yu na origem de Shang-Chi.

## Histórico ficcional
Nascida há muitas décadas como filha do gênio do crime Fu Manchu, Fah Lo Suee originalmente seguiu os passos de seu pai. Eventualmente, Fah Lo Suee ficou desiludida com o idealismo equivocado de seu pai para a conquista do mundo e desenvolveu uma mentalidade mais pragmática. Depois de obter sua própria facção de assassinos Si-Fan de Fu Manchu, Fah Lo Suee tentaria convencer Shang-Chi a ajudá-la a usurpar seu pai de seu império criminoso, apenas para ser rejeitada por seu meio-irmão heroico. Fah Lo Suee acabaria por liderar sua própria organização criminosa, os Expeditores Orientais, que eram uma fachada para a seita Golden Daggers. Após Shang-Chi e seus aliados derrubarem as Golden Daggers, ela se alia a eles brevemente para ajudar a derrubar Fu Manchu.
Depois de colaborar com a inteligência britânica, Fah Loh Suee foi finalmente colocado como diretora do MI-6. Seus esforços a colocaram perpetuamente em conflito com Shang-Chi e seus colegas agentes do MI-6.
Anos depois, ela mais uma vez se envolveu no submundo do crime. Agora pelo nome de Lótus Amaldiçoada (Cursed Lotus), ela chefiou um império de narcóticos fornecendo uma droga altamente viciante, Wild Tiger, com Máfia do Tigre Selvagem, uma das facções da organização de seu pai liderada por Deng Ling-Xiao, atuando como uma fachada para ela em Hong Kong. Apesar da Máfia do Tigre Selvagem  ser derrubada por Shang-Chi, ela foge da captura. Shang-Chi nunca descobre o envolvimento de sua meia-irmã.
Zheng Bao Yu é recrutada por Caroline le Fay, filha de Morgana le Fey e do Doutor Destino, na encarnação das Donzelas da Perdição de Caroline. Agora com o controle total dos assassinos Hai Dai de Zheng Zu, ela retoma o experimento há muito esquecido de seu pai de bioengenharia de ovos de cria como armas. Os filhotes de ninhada dos ovos são usados para realizar ataques na Chinatown de Nova York pela gangue Ghost Boys a mando de Bao Yu. O enredo é descoberto por Misty Knight e Annabelle Riggs das Destemidas Defensoras com a ajuda de Elsa Bloodstone; os três rastreiam Bao Yu e seus assassinos e cientistas Hai Dai para um laboratório subterrâneo (onde Bao Yu revela seu nome verdadeiro para o grupo). Com a ajuda de No-Name of da Ninhada, as Destemidas Defensoras derrotam Hai-Dai e destroem os experimentos, forçando Bao Yu a se teletransportar para longe de seu covil; mais tarde, ela confronta Caroline por não lhe dar proteção suficiente. Bao Yu se junta a Caroline e as outras Doom Maidens para um ritual para conceder a Caroline os poderes que ela ansiava. O ritual é interrompido pels Defensoras Destemidas, que derrotam Bao Yu e as outras Doom Maidens na batalha subsequente, com Frankie Raye sugando a energia do ritual, impedindo Caroline de completar sua transformação. No entanto, Caroline ainda consegue ter sucesso no ritual secundário de restaurar sua mãe, Morgana le Fey.

## Poderes e Habilidades
Zheng Bao Yu possui longevidade sobre-humana, devido ao seu consumo do Elixir Vitae. Muito parecido com seu pai, ela é um gênio criminoso desonesto e astuto e é um gênio na maioria dos campos do conhecimento, incluindo alquimia e feitiçaria. Tal como acontece com seu meio-irmão e pai, ela também é uma experiente combatente corpo a corpo. Bao Yu também é hipnoticamente sedutora: sua voz e seus movimentos chamam a atenção e seus olhos podem conquistar um homem em instantes. Ela facilmente manipulou uma variedade de homens para que se apaixonassem por ela, devotados a servir seus desejos. Ela ocasionalmente usa vapores perfumados ou rubis hipnóticos para aprimorar ainda mais suas habilidades.

## Outras mídias

### RPG
Fah Lo Suee aparece na aventuras Night Moves para o RPG Marvel Super Heroes.

### Filmes
Em Shang-Chi e a Lenda dos Dez Anéis, uma personagem chamada Xu Xialing aparece interpretada pela atriz Meng'er Zhang. Ela é retratada como a irmã de Shang-Chi que fugiu de casa para começar seu próprio grupo na cidade baixa. Ela finalmente é trazida de volta para seu pai, Xu Wenwu, onde é revelado que ela foi impedida de treinar, forçando-a a treinar em segredo. Então ela começou um clube da luta em Macau, onde se reuniu com Shang-Chi. Quando os Dez Anéis o atacam para reivindicar o pingente de Xialing, ela ajuda a lutar contra eles e a proteger a amiga de Shang-Chi, Katy, até que Wenwu desfaça a briga resultante. Em Ta Lo, Xialing ajuda a lutar contra os Dez Anéis e mais tarde os asseclas do Morador da Escuridão. No final do filme, seu vínculo com o irmão é renovado. No entanto, ela optou por assumir a organização Dez Anéis, onde a reestruturou a ponto de conter também mulheres lutadoras.